# 出町譲
出町 譲（でまち ゆずる、1964年10月19日 - ）は、日本の政治家・作家・ジャーナリスト。富山県高岡市長（1期）。元高岡市議会議員（1期）、元テレビ朝日記者。

## 略歴
富山県高岡市出身。富山県立高岡高等学校、早稲田大学政治経済学部政治学科卒業。1990年に時事通信社に入社し、ニューヨーク特派員など務める。2001年にテレビ朝日に転職、「報道ステーション」統括ニュースデスク・「グッド!モーニング」ニュースデスクを歴任し、2020年に退職。
2021年4月5日、自民党高岡市連は、次期高岡市長選挙の推薦候補を決めるための選考委員会（委員21人）を開いた。党市連の公募には出町のほか、高岡市議会議員の角田悠紀、元市教育長の米谷和也の3人が応募。米谷が13票、角田が8票を集め、米谷が推薦候補に決定した。
同年7月4日執行の高岡市長選挙に立候補したが、角田に敗れる（立候補3名中3位）。
※当日有権者数：141,592人 最終投票率：58.71%（前回比：pts）
| 候補者名 | 年齢 | 所属党派 | 新旧別 | 得票数   | 得票率 | 推薦・支持             |
| -------- | ---- | -------- | ------ | -------- | ------ | ---------------------- |
| 角田悠紀 | 38   | 無所属   | 新     | 36,712票 | 44.50% |                        |
| 米谷和也 | 63   | 無所属   | 新     | 26,347票 | 31.93% | （推薦）自民党高岡市連 |
| 出町譲   | 56   | 無所属   | 新     | 19,445票 | 23.57% |                        |

同年10月31日執行の高岡市議会議員選挙に立候補し、立候補29名中2位で当選。8656票の得票数は、トップ当選の嶋川武秀（11604票）と共に過去の高岡市議会議員選挙の最高得票数を上回った。
2025年6月29日執行の高岡市長選挙に二度目の立候補を行い、出町はこの選挙でも所属する自民党の推薦を得られなかったが、自民党・公明党の推薦を得た現職の角田悠紀に大差をつけて当選を果たした。
※当日有権者数：136,460人 最終投票率：55.65%（前回比：3.06pts）
| 候補者名   | 年齢 | 所属党派 | 新旧別 | 得票数   | 得票率 | 推薦・支持             |
| ---------- | ---- | -------- | ------ | -------- | ------ | ---------------------- |
| 出町譲     | 60   | 無所属   | 新     | 43,223票 | 57.44% |                        |
| 角田悠紀   | 42   | 無所属   | 現     | 26,582票 | 35.33% | （推薦）自民党・公明党 |
| 中川加津代 | 57   | 無所属   | 新     | 5,437票  | 7.23%  |                        |

## 著書
- 『清貧と復興 土光敏夫100の言葉』（2011年、文藝春秋）
- 『母の力 土光敏夫をつくった100の言葉』（2013年、文藝春秋）
- 『九転十起 事業の鬼・浅野総一郎』（2013年、幻冬舎）
- 『景気を仕掛けた男 「丸井」創業者・青井忠治』（2015年、幻冬舎）
- 『日本への遺言 地域再生の神様《豊重哲郎》が起した奇跡』（2017年、幻冬舎）
- 『現場発! ニッポン再興』（2019年、晶文社）